# Phymaturus darwini
Phymaturus darwini — вид ігуаноподібних ящірок родини Liolaemidae. Ендемік Чилі. Вид названий на честь англійського натураліста Чарлза Дарвіна, автора Походження видів.

## Поширення і екологія
Phymaturus darwini відомі з долини річки Рісільйос і каньону Хуальтас в регіоні Вальпараїсо та зі схилів гори Карпа в регіоні Сантьяго. Вони живуть серед скель, місцями порослих чагарникови. Зустрічаються на висоті від 2690 до 3053 м над рівнем моря. 

## Збереження
МСОП класифікує цей вид як такий, що перебуває під загрозою зникнення. Phymaturus darwini загрожує знищення природного середовища.